# Eufemio Cabral
Eufemio Raúl Fernández Cabral (21 marca 1955 w Asunción) – piłkarz paragwajski występujący podczas kariery na pozycji pomocnika.

## Kariera klubowa
Eufemio Cabral karierę piłkarską w Europie rozpoczął w Hiszpanii w Burgos CF, w którym występował w latach 1976–1977. W lidze hiszpańskiej Cabral zadebiutował 5 września 1976 w przegranym 1–2 meczu z Espanyolem Barcelona.
W następnych dwóch sezonach występował w Valencii. Z Valencią zdobył Puchar Króla w 1979. W latach 1979–1980 występował w drugoligowym Racingu Santander, a w latach 1980–1981 w UD Almería, z którą spadł do drugiej ligi. Pod koniec 1981 przeszedł do pierwszoligowego Hércules CF. W Hérculesie występował 3 lata i najpierw spadł w 1982 a w 1984 awansował z nim do Primera Division. Ostatni sezon w Hiszpanii spędził w drugoligowym klubie Lorca DCF, z którym spadł do trzeciej ligi.
W 1986 powrócił do ojczyzny, gdzie został zawodnikiem Club Guaraní. Karierę Cabral zakończył w Portugalii w Rio Ave FC.

## Kariera reprezentacyjna
Cabral występował w reprezentacji Paragwaju w 1985–1986. W 1986 uczestniczył w Mistrzostwach Świata. Na turnieju w Meksyku był rezerwowym i nie wystąpił w żadnym meczu.